# نوال زعتر
نوال زعتر ممثلة جزائرية شاركت في العديد من الأعمال التلفزيونية والسينمائية الجزائرية والعربية. نالت جائزة الفنك الذهبي عن دورها في مسلسل اللاعب. كما شاركت في عدد من الأفلام السينمائية البارزة مثل ريح الجنوب والقلعة، وغيرها من الأعمال التي ساهمت في تعزيز مكانتها كممثلة متميزة في المجال الفني.

## بعض أعمالها
- أعصاب وأوتار
- 1978: مسلسل زينة
- زوجان في حيرة
- 2004 : اللاعب
- ناس ملاح سيتي
- 2009 : الذكرى الأخيرة
- 2011 : دار أم هاني، في دور أم هاني
- 2018 : مسلسل بوقرون
- 2025: مسلسل رباعة

## وصلات خارجية
- نوال زعتر على موقع IMDb (الإنجليزية)
- نوال زعتر على موقع ألو سيني (الفرنسية)
- نوال زعتر لـ "المساء" - لقاء صحفي
- الممثلة نوال زعــتر لـ الحوار - لقاء صحفي